# Runaway – Spinnen des Todes
Runaway – Spinnen des Todes (Originaltitel: Runaway) ist ein US-amerikanischer Science-Fiction-Film aus dem Jahr 1984. Regie führte Michael Crichton, der auch das Drehbuch schrieb, und Tom Selleck, Cynthia Rhodes und Gene Simmons spielen dabei die Hauptrollen.

## Handlung
Die Handlung findet in einer nahen Zukunft in den USA statt. Sgt. Jack R. Ramsay, der an Akrophobie leidet, ist ein erfahrener Polizeibeamter der Spezialabteilung für außer Kontrolle geratene Roboter. Er bekommt einen neuen Partner zugeteilt, die unerfahrene Karen Thompson. Waren bislang die Einsätze eher Routine, kommt es plötzlich zu einem ersten Mord durch einen Roboter. Ramsay findet in einem Haushalts-Roboter, der eine ganze Familie getötet hatte, einen integrierten Schaltkreis, der nicht nur die Sicherheitsfunktionen überbrückt, sondern auch einen direkten Befehl zum Töten enthält. Bei der Untersuchung stellt er fest, dass es sich um ein Teil aus einer Massenproduktion handelt.
Nachforschungen führen zum Militär, welches den Chip zur Steuerung von Roboterspinnen für geheime Exekutionseinsätze entwickeln ließ. Die Spur führt schließlich zu Dr. Charles Luther. Dieser war am Projekt beteiligt und verkauft die Waffe an Verbrecher. Luther entzieht sich jedoch der Verhaftung und kann flüchten. Es stellt sich heraus, dass auch die Sekretärin Jackie Rogers in den Fall verwickelt ist, sie ist im Besitz des Chip-Prototyps und kann verhaftet werden. Um an den Prototyp zu kommen, entführt Luther Ramsays Sohn Bobby. Ramsay verständigt sich mit Luther auf einen Austausch: Sein Sohn gegen den Prototyp. Auf einer Hochhaus-Baustelle kommt es zum Showdown; Ramsay überwindet seine Höhenangst und durch einen Trick gelingt es ihm, Luthers Killerspinnen auf ihn selbst zu richten. Dabei kommt dieser zu Tode.

## Hintergrund
Gedreht wurde in Vancouver und Toronto in Kanada sowie in Seattle und Moses Lake, Washington in den Vereinigten Staaten. Seine Kino-Premiere hatte der Film am 14. Dezember 1984 in den Vereinigten Staaten. In Westdeutschland startete er am 8. März 1985 in den Kinos.
Unter den Spezialeffektkünstlern war auch der Oscarpreisträger Allen Hall, der für Runaway die Effekte der Roboter gestaltete.
Der "modifizierte" Chip aus dem 9-12 Haushaltsroboter, der am Anfang des Films 3 Menschen tötet, ist in Wirklichkeit ein Texas Instruments CD4011AE mit lediglich 4 NAND-Gattern.

## Kritik
- Cinema: „Schlichte Figuren, aber spannend gemacht“[1]
- Outnow.ch: „Die Story reisst einfach zu wenig mit, der Spannungsbogen bleibt eher flach und kommt über einen guten Unterhaltungswert einfach nicht hinaus. (…) Also durchaus eine amüsante Science Fiction-Mär, ganz sicher nicht mehr.“[2]
- TV Spielfilm: „Michael Crichton, seines Zeichens Bestsellerautor («Jurassic Park») und Gelegenheitsregisseur («Westworld»), rückt auch in seinem fünften Kinofilm sein Lieblingsthema in den Mittelpunkt: Kritik an den Gefahren moderner Technologien, eingebettet in rasante Actionszenen.“[3]
- Rotten Tomatoes wertete in den Vereinigten Staaten 22 Kritiken aus, von denen 10 eher positiv und 12 eher negativ ausfielen. In Summe kommt der Film auf einen Tomatometer-Wert von 45 Prozent mit einer durchschnittlichen Bewertung von 4,8 von 10 Punkten.[4]

## Auszeichnungen
- Kirstie Alley wurde als beste Nebendarstellerin für den Saturn Award 1985 nominiert.